# Parafia św. Matki Teresy z Kalkuty w Dżalalabadzie
Parafia św. Matki Teresy z Kalkuty w Dżalalabadzie – rzymskokatolicka parafia znajdująca się w administraturze apostolskiej Kirgistanu, w Kirgistanie. Parafię prowadzą jezuici.
Parafia posiada również kaplicę w Osz.

## Historia
Napływ ludności katolickiej na te tereny miał miejsce w czasach carskich i ZSRS, kiedy było to miejsce zesłań. Np. w Oszu w 1897 roku 15% białych mieszkańców było katolikami.
Pierwszy kościół katolicki w Dżalalabadzie otwarto w 1941 dla potrzeb polskich żołnierzy 5 Wileńskiej Dywizji Piechoty i ich rodzin. Został on zlikwidowany po opuszczeniu miasta przez polskie wojsko. Do upadku Związku Sowieckiego życie religijne tutejszych katolików toczyło się w podziemiu. W niepodległym Kirgistanie do Dżalalabadu dojeżdżał raz na kilka miesięcy kapłan z Biszkeku.
W 2006 administrator apostolski Kirgistanu o. Aleksandr Kan SI erygował parafię w Dżalalabadzie. Od tej pory w mieście na stałe rezyduje kapłan katolicki.